# Les Combes
Pour les articles homonymes, voir Combes.
Les Combes est une commune française située dans le département du Doubs, la région culturelle et historique de Franche-Comté et la région administrative Bourgogne-Franche-Comté.

## Géographie
La commune est constituée d'un ensemble de hameaux dispersés sur le plateau surplombant le cours du Doubs poursuivant son cours horizontal au sud. La mairie et l'église sont situées au hameau de La Motte.

### Climat
Pour des articles plus généraux, voir Climat de la Bourgogne-Franche-Comté et Climat du Doubs.
En 2010, le climat de la commune est de type climat de montagne, selon une étude du Centre national de la recherche scientifique s'appuyant sur une série de données couvrant la période 1971-2000. En 2020, Météo-France publie une typologie des climats de la France métropolitaine dans laquelle la commune est exposée à un climat de montagne ou de marges de montagne et est dans la région climatique  Jura, caractérisée par une forte pluviométrie en toutes saisons (1 000 à 1 500 mm/an), des hivers rigoureux et un ensoleillement médiocre. 
Pour la période 1971-2000, la température annuelle moyenne est de 7,2 °C, avec une amplitude thermique annuelle de 16,5 °C. Le cumul annuel moyen de précipitations est de 1 504 mm, avec 12,7 jours de précipitations en janvier et 11,5 jours en juillet. Pour la période 1991-2020, la température moyenne annuelle observée sur la station météorologique de Météo-France la plus proche, « Épenoy », sur la commune d'Épenoy à 15 km à vol d'oiseau, est de 9,2 °C et le cumul annuel moyen de précipitations est de 1 363,0 mm. 
La température maximale relevée sur cette station est de 36,4 °C, atteinte le 7 août 2003 ; la température minimale est de −18,8 °C, atteinte le 5 février 2012,,. 
Les paramètres climatiques de la commune ont été estimés pour le milieu du siècle (2041-2070) selon différents scénarios d'émission de gaz à effet de serre à partir des nouvelles projections climatiques de référence DRIAS-2020. Ils sont consultables sur un site dédié publié par Météo-France en novembre 2022.

## Urbanisme

### Typologie
Au 1er janvier 2024, Les Combes est catégorisée commune rurale à habitat dispersé, selon la nouvelle grille communale de densité à 7 niveaux définie par l'Insee en 2022.
Elle est située hors unité urbaine. Par ailleurs la commune fait partie de l'aire d'attraction de Morteau, dont elle est une commune de la couronne,. Cette aire, qui regroupe 21 communes, est catégorisée dans les aires de moins de 50 000 habitants,.

### Occupation des sols
L'occupation des sols de la commune, telle qu'elle ressort de la base de données européenne d’occupation biophysique des sols Corine Land Cover (CLC), est marquée par l'importance des territoires agricoles (60,5 % en 2018), en diminution par rapport à 1990 (61,7 %). La répartition détaillée en 2018 est la suivante : 
prairies (53,9 %), forêts (35,8 %), zones agricoles hétérogènes (6,6 %), zones urbanisées (3,7 %). L'évolution de l’occupation des sols de la commune et de ses infrastructures peut être observée sur les différentes représentations cartographiques du territoire : la carte de Cassini (XVIIIe siècle), la carte d'état-major (1820-1866) et les cartes ou photos aériennes de l'IGN pour la période actuelle (1950 à aujourd'hui).

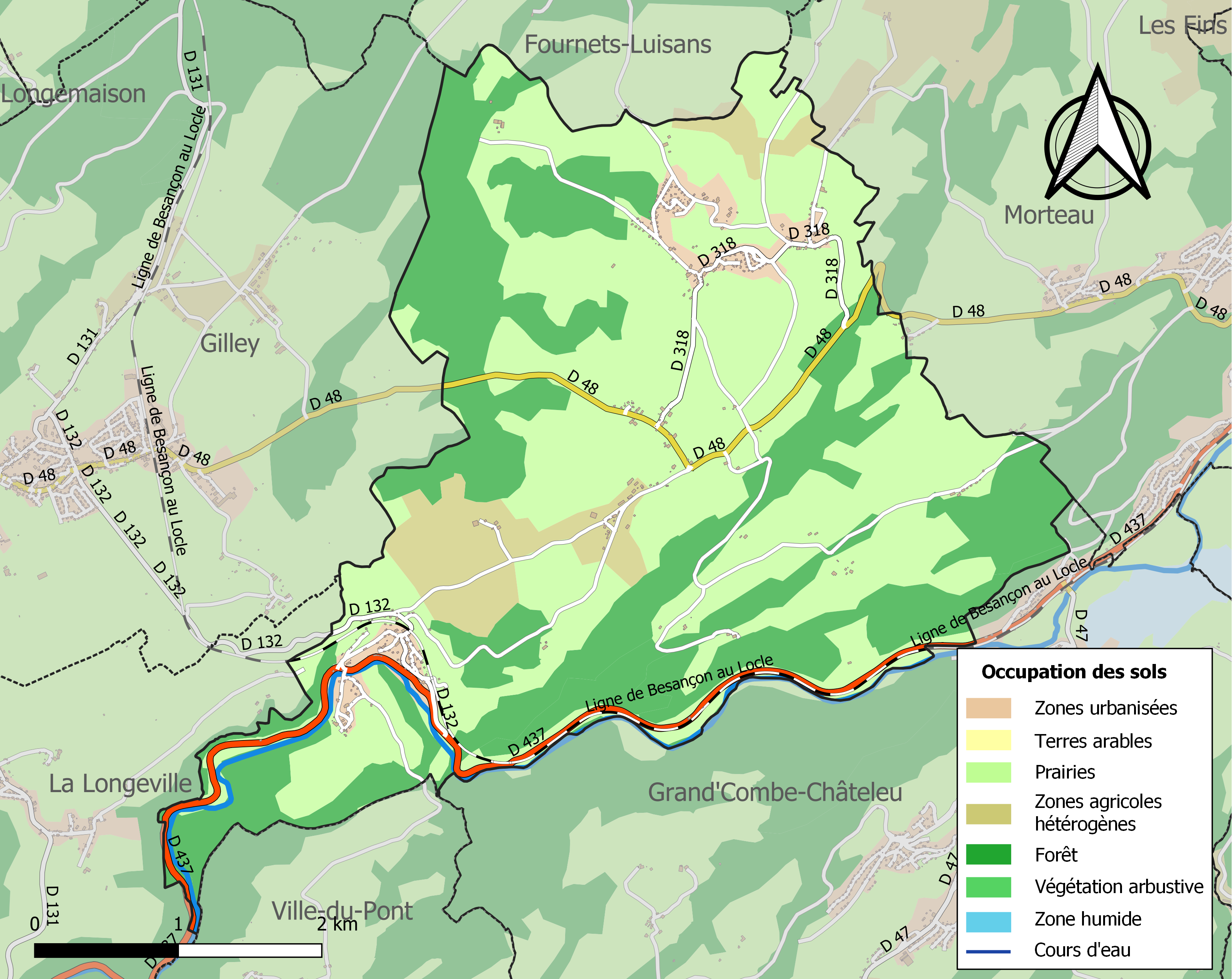
Carte des infrastructures et de l'occupation des sols de la commune en 2018 (CLC).

## Toponymie
La Motte, Combe-sous-Motte, Combe d'Abondance, Derrière-le-Bois et autres lieux en 1662 ; La Combe-Dessus et Motte en 1665.
Combe : « vallée, replat d'une vallée ».

## Héraldique
| Blason de Combes (Les) | Blason  | Écartelé : au 1er d'azur à la Vierge de pitié d'or, au 2e d'or au dragon de sable éployé en pal, au 3e d'azur à la tête vache d'or, au 4e d'or à la roue de moulin de sable ; à la fasce ondée d'argent brochant sur la partition. |
| Blason de Combes (Les) | Détails | Le statut officiel du blason reste à déterminer. |

## Politique et administration
| Période                                  | Période  | Identité               | Étiquette | Qualité  |
| ---------------------------------------- | -------- | ---------------------- | --------- | -------- |
| 1846                                     | ?        | Pierre François Duquet |           |          |
|                                          | en 1859  | joseph Benjamin Faivre |           |          |
| ?                                        | ?        | Alfred Duquet          |           |          |
| 1977                                     | 2001     | Joseph Cuenot          |           |          |
| 2001                                     | 2008     | Joseph Moner-Banet     |           |          |
| 2008                                     | 2020     | André Pichot           | DVD       | Retraité |
| 2020                                     | En cours | Jean-Louis Mougin      |           |          |
| Les données manquantes sont à compléter. |          |                        |           |          |

## Démographie
L'évolution du nombre d'habitants est connue à travers les recensements de la population effectués dans la commune depuis 1793. Pour les communes de moins de 10 000 habitants, une enquête de recensement portant sur toute la population est réalisée tous les cinq ans, les populations de référence des années intermédiaires étant quant à elles estimées par interpolation ou extrapolation. Pour la commune, le premier recensement exhaustif entrant dans le cadre du nouveau dispositif a été réalisé en 2004.

En 2022, la commune comptait 770 habitants, en évolution de +5,34 % par rapport à 2016 (Doubs : +1,88 %, France hors Mayotte : +2,11 %).
| 1793 | 1800 | 1806 | 1821 | 1831 | 1836 | 1841 | 1846 | 1851 |
| ---- | ---- | ---- | ---- | ---- | ---- | ---- | ---- | ---- |
| 546  | 583  | 540  | 559  | 551  | 554  | 579  | 608  | 633  |

| 1856 | 1861 | 1866 | 1872 | 1876 | 1881 | 1886 | 1891 | 1896 |
| ---- | ---- | ---- | ---- | ---- | ---- | ---- | ---- | ---- |
| 600  | 578  | 630  | 562  | 573  | 652  | 648  | 617  | 582  |

| 1901 | 1906 | 1911 | 1921 | 1926 | 1931 | 1936 | 1946 | 1954 |
| ---- | ---- | ---- | ---- | ---- | ---- | ---- | ---- | ---- |
| 604  | 580  | 535  | 511  | 481  | 482  | 461  | 480  | 469  |

| 1962 | 1968 | 1975 | 1982 | 1990 | 1999 | 2004 | 2006 | 2009 |
| ---- | ---- | ---- | ---- | ---- | ---- | ---- | ---- | ---- |
| 406  | 398  | 389  | 393  | 508  | 598  | 689  | 694  | 692  |

| 2014 | 2019 | 2022 | - | - | - | - | - | - |
| ---- | ---- | ---- | - | - | - | - | - | - |
| 731  | 750  | 770  | - | - | - | - | - | - |

## Lieux et monuments
- Grotte-chapelle de Remonot : située au bord du Doubs, elle héberge une chapelle dédiée à la Vierge de Pitié. Ce site accueille les pèlerins au cours des fêtes religieuses en l'honneur de la Vierge Marie.
- L'église du Saint-Esprit de Rémonot, construite en 1832 par l'architecte Pompée, recensée dans la base Mérimée[19].
- L'église de la Nativité-de-Notre-Dame de la Motte reconstruite de 1846 à 1848 par l'architecte Maximilien Painchaux recensée dans la base base Mérimée[20].
- La ferme de la Motte[21] : construite vers la fin du XVIIIe siècle, c'est une ferme à tuyé typique du Hauts-Doubs qui comprend une levée de grange, des murs des jardins en pierre et une forge. Elle est inscrite aux monuments historiques depuis 2001.
- Plusieurs fermes anciennes recensées dans la base Mérimée.
- Les Gorges de Remonot : canyon creusé par le Doubs bordé de falaises calcaire d'une trentaine de mètres de hauteur.
- L'atelier-galerie « Les Pissenlits », situé aux Combes, au Bas de la Motte, est ouvert au public depuis quelques années. Entre novembre 2014 et janvier 2015, il consacre une exposition au peintre Claude-Max Lochu[22].

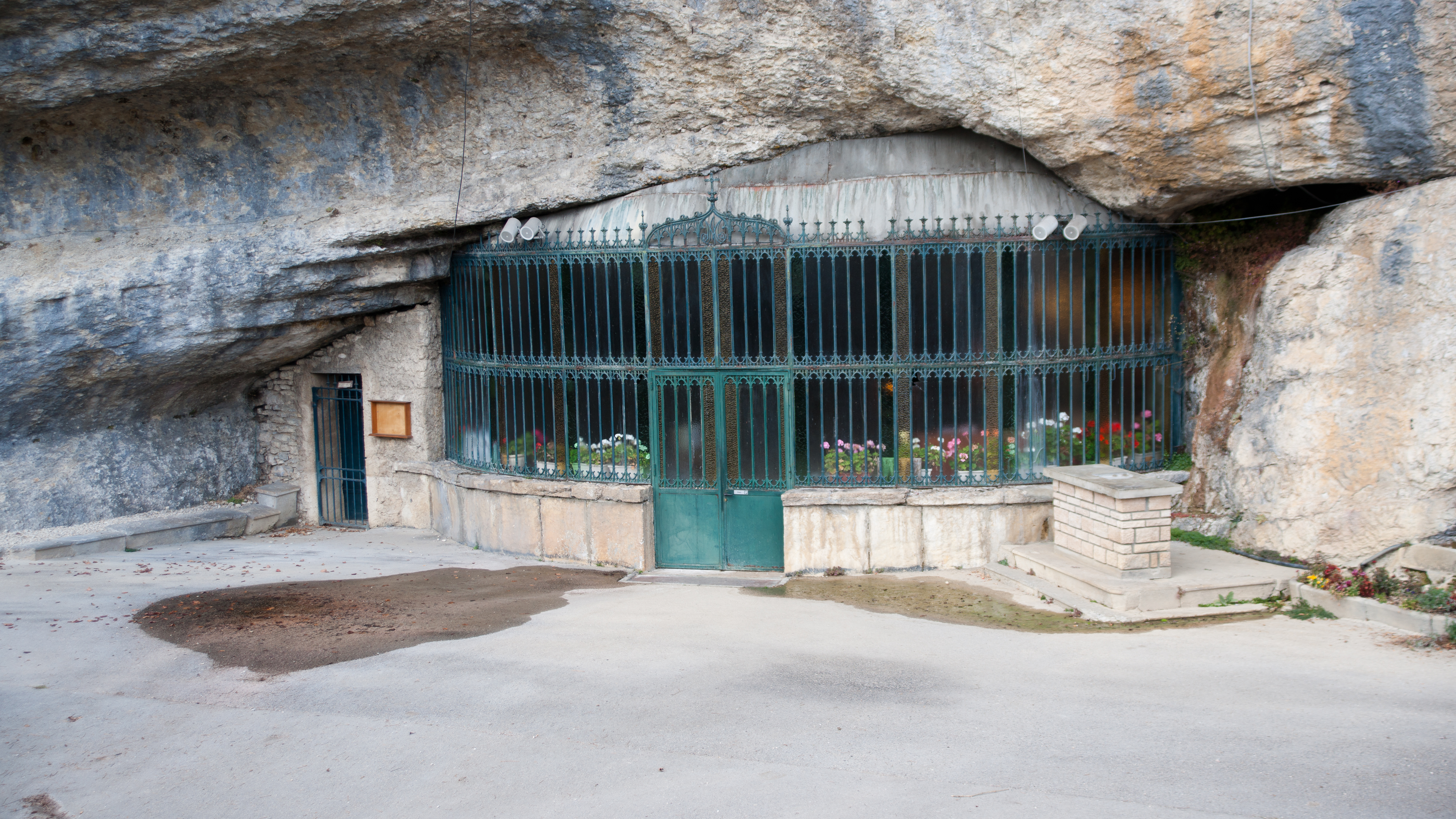
Grotte-chapelle de Remonot.
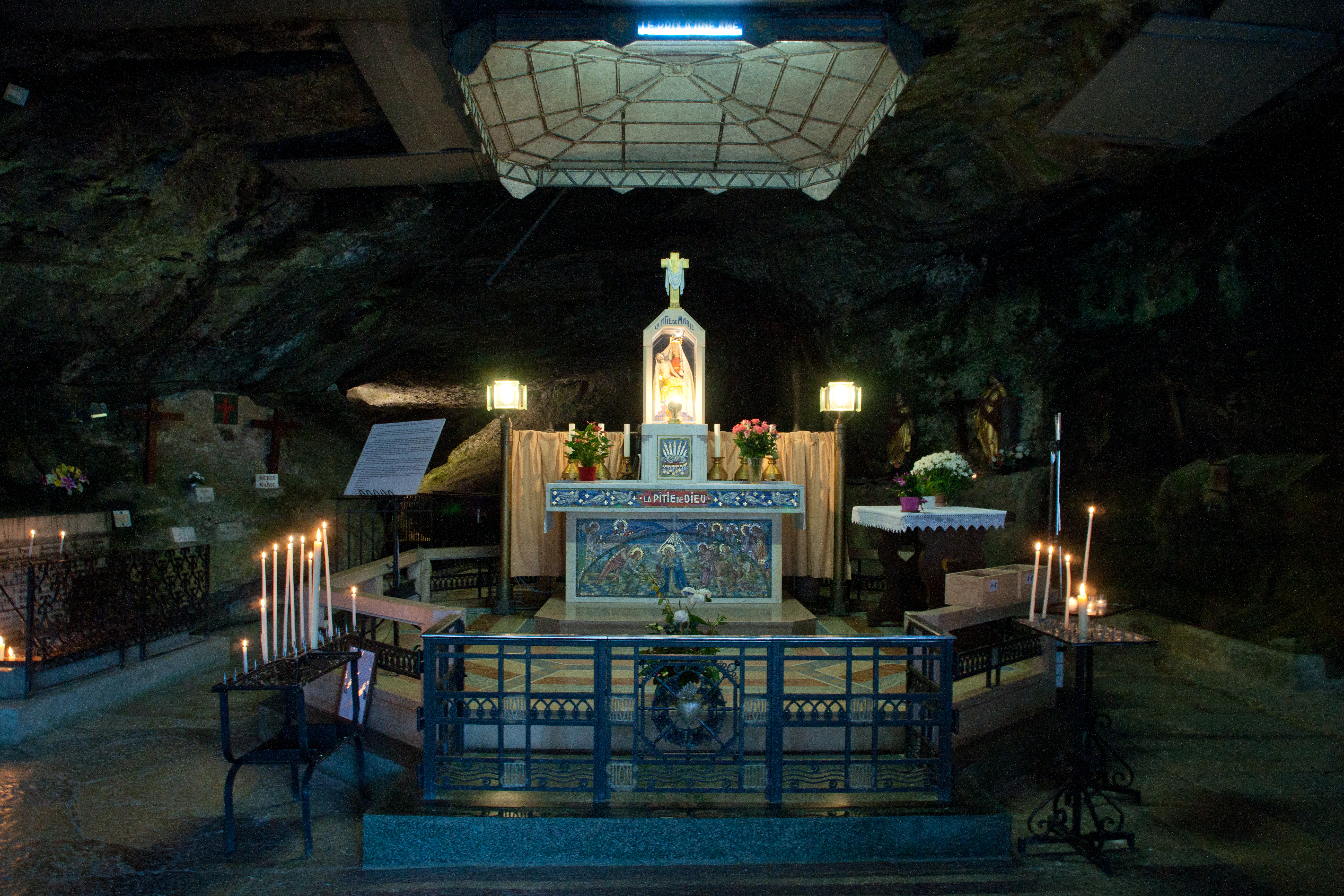
Intérieur de la chapelle.
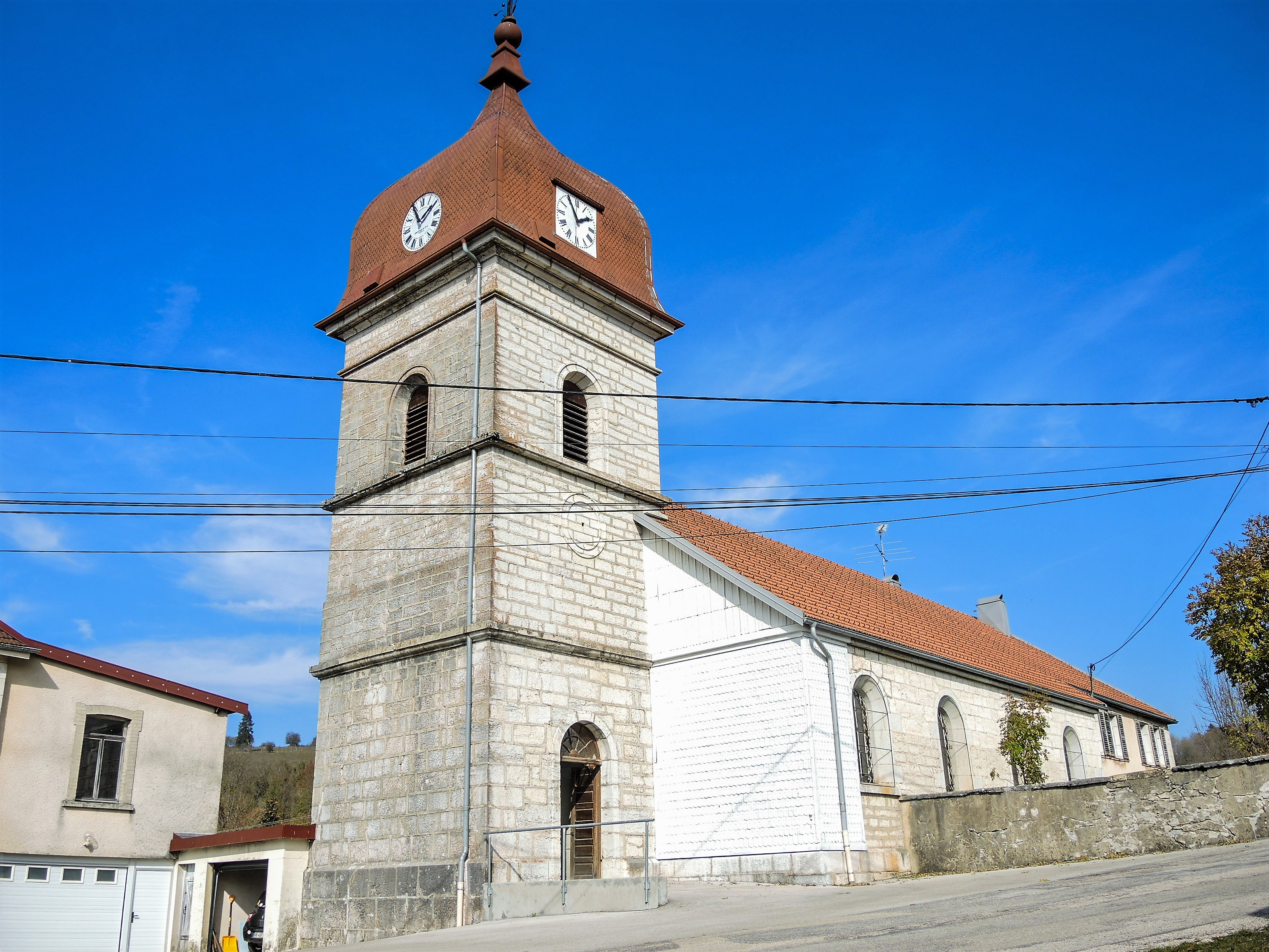
Église du Saint-Esprit.
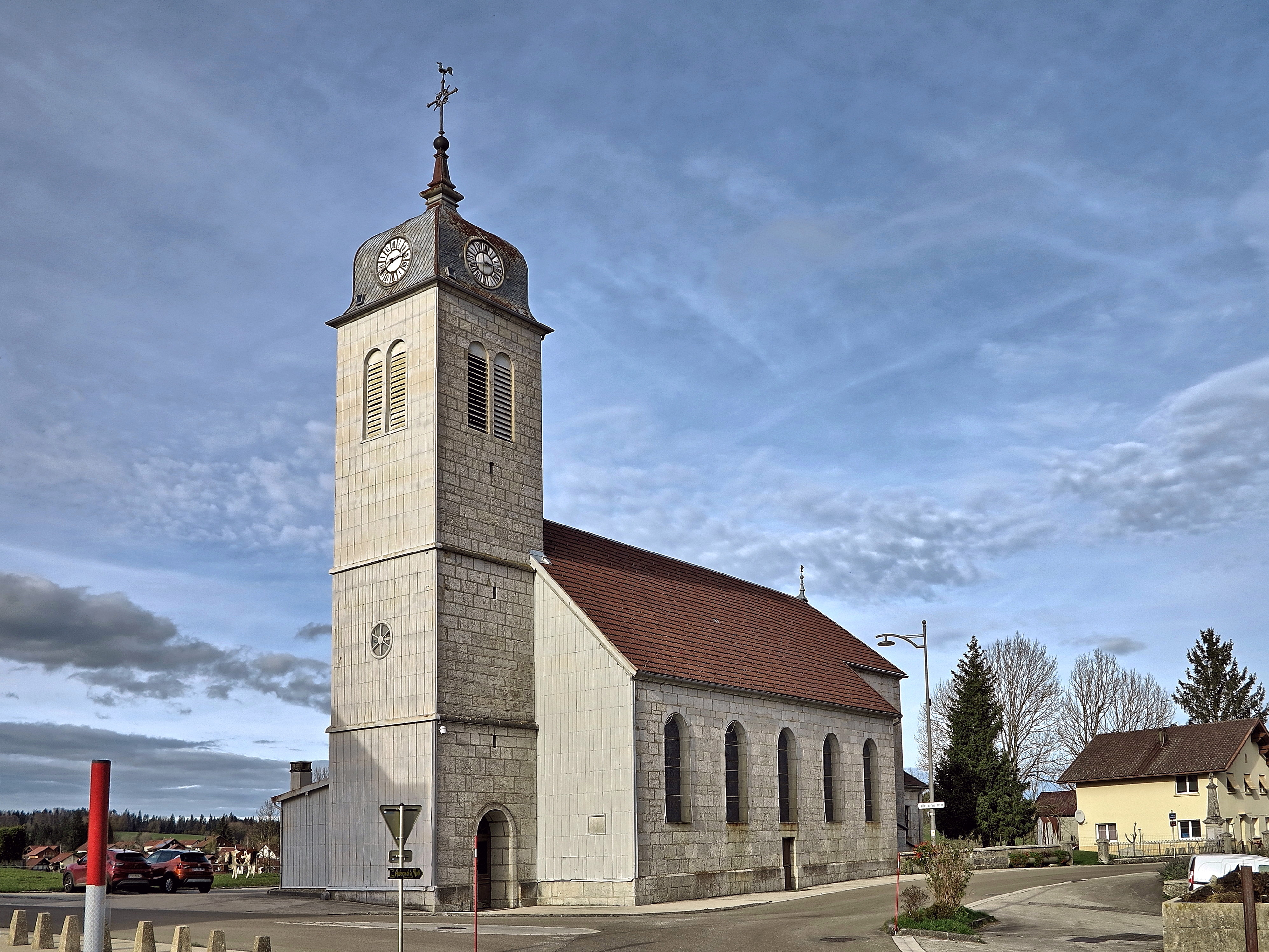
Église de la Motte.
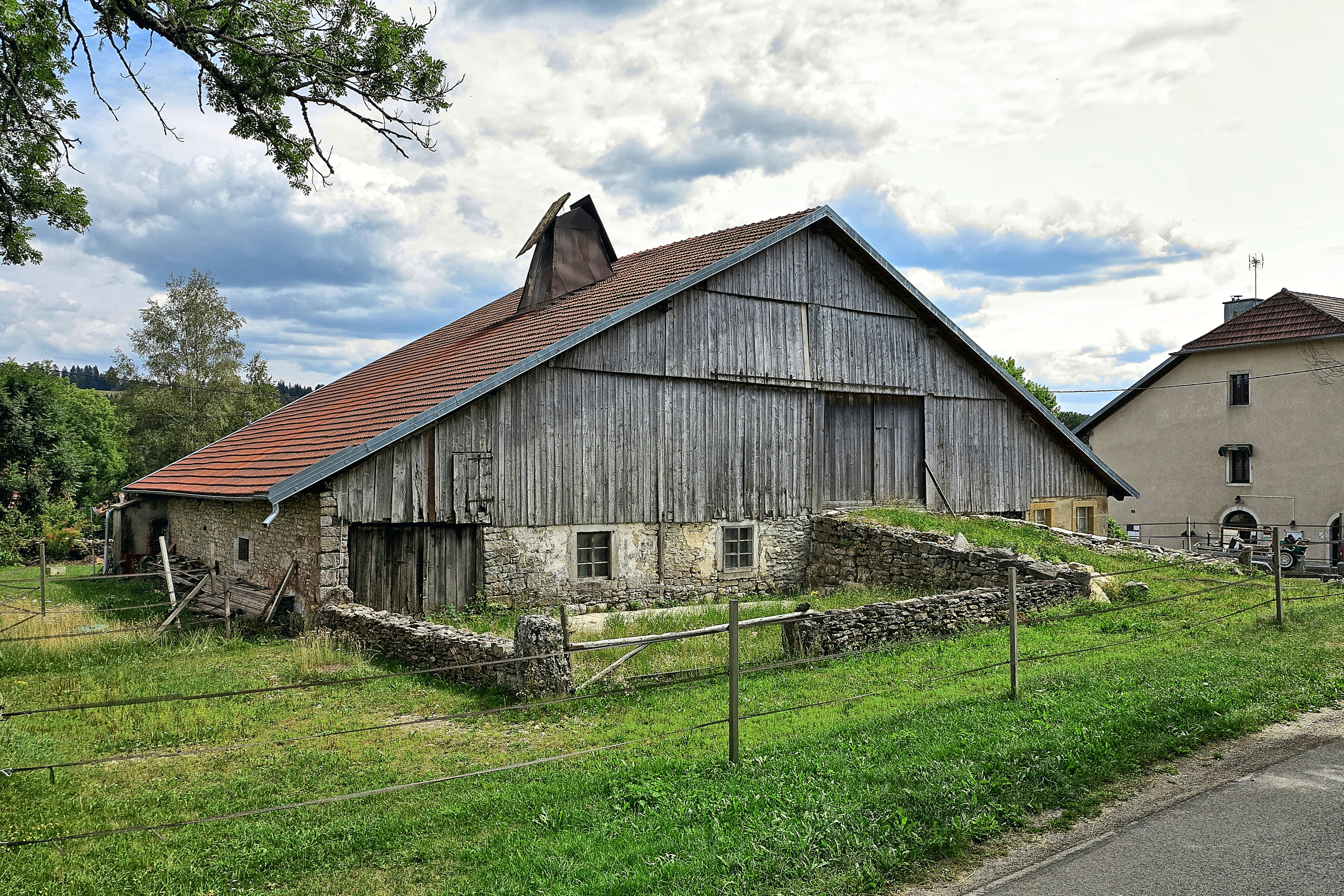
La ferme de La Motte.
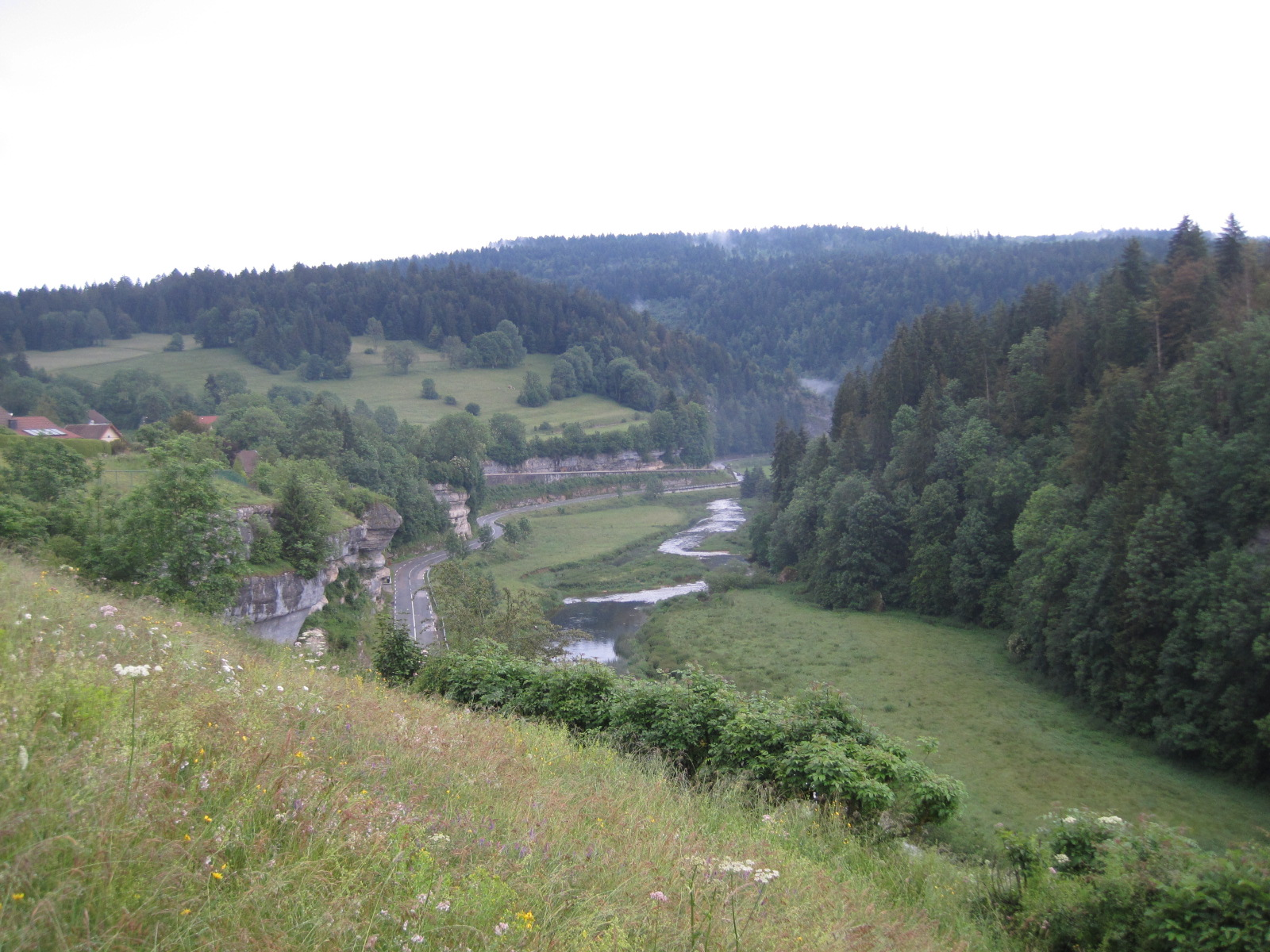
Gorges de Remonot.

## Personnalités liées à la commune
- Honest Balanche, missionnaire au Japon.